# Lega C 2016 (football americano)
La Lega C 2016 è l'11ª edizione del campionato svizzero di football americano di terzo livello, organizzato dalla SAFV. Al termine della stagione regolare le prime due squadre classificate giocheranno la finale di lega; la vincente giocherà successivamente un incontro contro l'ultima classificata della Lega B per decidere la relegazione di quest'ultima  o la promozione della prima.

## Squadre partecipanti
| Club                | Città     | Stadio | Sponsor ufficiale | Risultato nella stagione 2015 |
| ------------------- | --------- | ------ | ----------------- | ----------------------------- |
| Argovia Pirates     | Ammerswil |        |                   | Quarto posto in Lega C        |
| Lugano Rebels       | Lugano    |        |                   |                               |
| Lumberjacks Chur    | Coira     |        |                   |                               |
| Midland Bouncers    | Zugo      |        |                   | Quinto posto in Lega B        |
| Neuchâtel Knights   | Neuchâtel |        |                   | Terzo posto in Lega C         |
| Sankt Gallen Bears  | San Gallo |        |                   | Sesto posto in Lega C         |
| Schaffhausen Sharks | Sciaffusa |        |                   | Quinto posto in Lega C        |
| SFU Phénix          | Bulle     |        |                   |                               |

## Calendario

### 1ª giornata
| Sciaffusa 2 aprile 2016, ore 16:00 CEST | Schaffhausen Sharks | 7 – 6 | Sankt Gallen Bears |  |

| Buchs 3 aprile 2016, ore 14:00 CEST | Argovia Pirates | 3 – 0 | Midland Bouncers | Sportanlage Suhrenmatte |

| Domat/Ems 3 aprile 2016, ore 14:00 CEST | Lumberjacks Chur | 20 – 32 | Lugano Rebels | EMS Arena Vial |

| Neuchâtel 3 aprile 2016, ore 14:00 CEST | Neuchâtel Knights | 43 – 0 | SFU Phénix | Terrain du Chanet |

### 2ª giornata
| Lugano 10 aprile 2016, ore 12:00 CEST | Lugano Rebels | 9 – 6 | Sankt Gallen Bears | Stadio comunale di Cornaredo (campo sintetico) |

| Buchs 10 aprile 2016, ore 14:00 CEST | Argovia Pirates | 22 – 13 | Neuchâtel Knights | Sportanlage Suhrenmatte |

### 3ª giornata
| Domat/Ems 17 aprile 2016, ore 14:00 CEST | Lumberjacks Chur | 2 – 12 | Schaffhausen Sharks | EMS Arena Vial |

### 4ª giornata
| Sciaffusa 23 aprile 2016, ore 16:00 CEST | Schaffhausen Sharks | 0 – 27 | Midland Bouncers |  |

| Abtwil 23 aprile 2016, ore 18:00 CEST | Sankt Gallen Bears | 63 – 0 | SFU Phénix | Sportplatz Spiserwies |

| Lugano 24 aprile 2016, ore 12:00 CEST | Lugano Rebels | 29 – 0 | Lumberjacks Chur | Stadio comunale di Cornaredo (campo sintetico) |

### 5ª giornata
| Zugo 30 aprile 2016, ore 18:00 CEST | Midland Bouncers | 6 – 20 | Argovia Pirates | Riedmatt |

| Domat/Ems 1º maggio 2016, ore 14:00 CEST | Lumberjacks Chur | 7 – 33 | Sankt Gallen Bears | EMS Arena Vial |

| Neuchâtel 1º maggio 2016, ore 14:00 CEST | Neuchâtel Knights | 14 – 18 | Lugano Rebels | Terrain du Chanet |

### 6ª giornata
| Sciaffusa 7 maggio 2016, ore 16:00 CEST | Schaffhausen Sharks | 0 – 28 | Argovia Pirates |  |

| Zugo 7 maggio 2016, ore 18:00 CEST | Midland Bouncers | 0 – 36 | Sankt Gallen Bears | Riedmatt |

| Bulle 8 maggio 2016, ore 14:00 CEST | SFU Phénix | 0 – 59 | Lugano Rebels | Centre Sportif de Bouleyre |

| Neuchâtel 8 maggio 2016, ore 14:00 CEST | Neuchâtel Knights | 40 – 0 | Lumberjacks Chur | Terrain du Chanet |

### Recupero
| Bulle 15 maggio 2016, ore 14:00 CEST | SFU Phénix | 0 – 39 | Schaffhausen Sharks | Centre Sportif de Bouleyre |

### 7ª giornata
| Buchs 21 maggio 2016, ore 18:00 CEST | Argovia Pirates | 61 – 6 | SFU Phénix | Sportanlage Suhrenmatte |

| San Gallo 21 maggio 2016, ore 18:00 CEST | Sankt Gallen Bears | 38 – 6 | Neuchâtel Knights | Sportplatz Zil |

| Lugano 22 maggio 2016, ore 12:00 CEST | Lugano Rebels | 22 – 13 | Midland Bouncers | Stadio comunale di Cornaredo (campo sintetico) |

### 8ª giornata
| Sciaffusa 28 maggio 2016, ore 16:00 CEST | Schaffhausen Sharks | 16 – 2 | Lugano Rebels |  |

| San Gallo 28 maggio 2016, ore 18:00 CEST | Sankt Gallen Bears | 15 – 13 | Argovia Pirates | Sportplatz Zil |

| Bulle 29 maggio 2016, ore 14:00 CEST | SFU Phénix | 0 – 32 | Neuchâtel Knights | Centre Sportif de Bouleyre |

| Domat/Ems 29 maggio 2016, ore 14:00 CEST | Lumberjacks Chur | 14 – 43 | Midland Bouncers | EMS Arena Vial |

### 9ª giornata
| Buchs 4 giugno 2016, ore 18:00 CEST | Argovia Pirates | 31 – 0 | Lumberjacks Chur | Sportanlage Suhrenmatte |

| Zugo 4 giugno 2016, ore 18:00 CEST | Midland Bouncers | 54 – 0 | SFU Phénix | Riedmatt |

| Neuchâtel 5 giugno 2016, ore 14:00 CEST | Neuchâtel Knights | 26 – 25 | Schaffhausen Sharks | Terrain du Chanet |

### 10ª giornata
| San Gallo 11 giugno 2016, ore 18:00 CEST | Sankt Gallen Bears | 26 – 18 | Schaffhausen Sharks | Sportplatz Zil |

| Lugano 12 giugno 2016, ore 124:00 CEST | Lugano Rebels | 13 – 27 | Argovia Pirates | Stadio comunale di Cornaredo (campo sintetico) |

| Bulle 12 giugno 2016, ore 14:00 CEST | SFU Phénix | 0 – 41 | Lumberjacks Chur | Centre Sportif de Bouleyre |

| Zugo 12 giugno 2016, ore 14:00 CEST | Midland Bouncers | 20 – 17 | Neuchâtel Knights | Riedmatt |

## Classifica
La classifica della regular season è la seguente:
- PCT = percentuale di vittorie, G = partite giocate, V = partite vinte, P = partite perse, PF = punti fatti, PS = punti subiti

| Pos. | Squadra             | PCT  | G | V | P | PF  | PS  |
| ---- | ------------------- | ---- | - | - | - | --- | --- |
| 1    | Argovia Pirates     | .875 | 8 | 7 | 1 | 205 | 53  |
| 2    | Lugano Rebels       | .750 | 8 | 6 | 2 | 184 | 96  |
| 3    | Sankt Gallen Bears  | .750 | 8 | 6 | 2 | 223 | 60  |
| 4    | Midland Bouncers    | .500 | 8 | 4 | 4 | 163 | 112 |
| 5    | Neuchâtel Knights   | .500 | 8 | 4 | 4 | 191 | 123 |
| 6    | Schaffhausen Sharks | .500 | 8 | 4 | 4 | 117 | 117 |
| 7    | Lumberjacks Chur    | .125 | 8 | 1 | 7 | 84  | 220 |
| 8    | SFU Phénix          | .000 | 8 | 0 | 8 | 6   | 392 |

## Finale
| Buchs 25 giugno 2016, ore 12:00 CEST | Argovia Pirates | 9 – 8 | Lugano Rebels | Sportanlage Suhrenmatte |

## Playoff promozione
| Buchs 2 luglio 2016, ore 18:00 CEST | Argovia Pirates | 28 – 8 | Fribourg Cardinals | Sportplatz Suhrenmatte |

## Verdetti
- Argovia Pirates promossi in Lega B 2017